# Bông tuyết

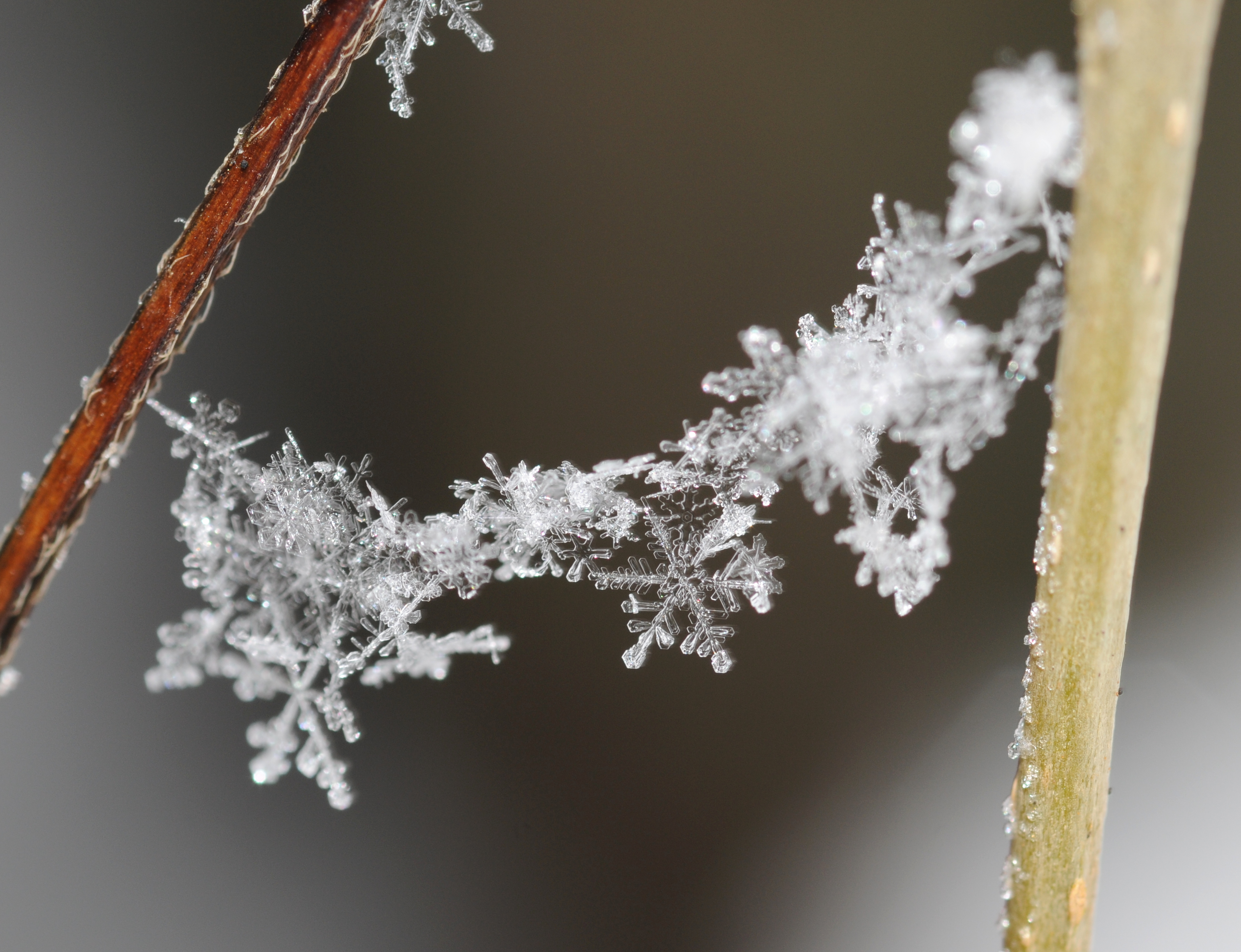
Bông tuyết mới rơi

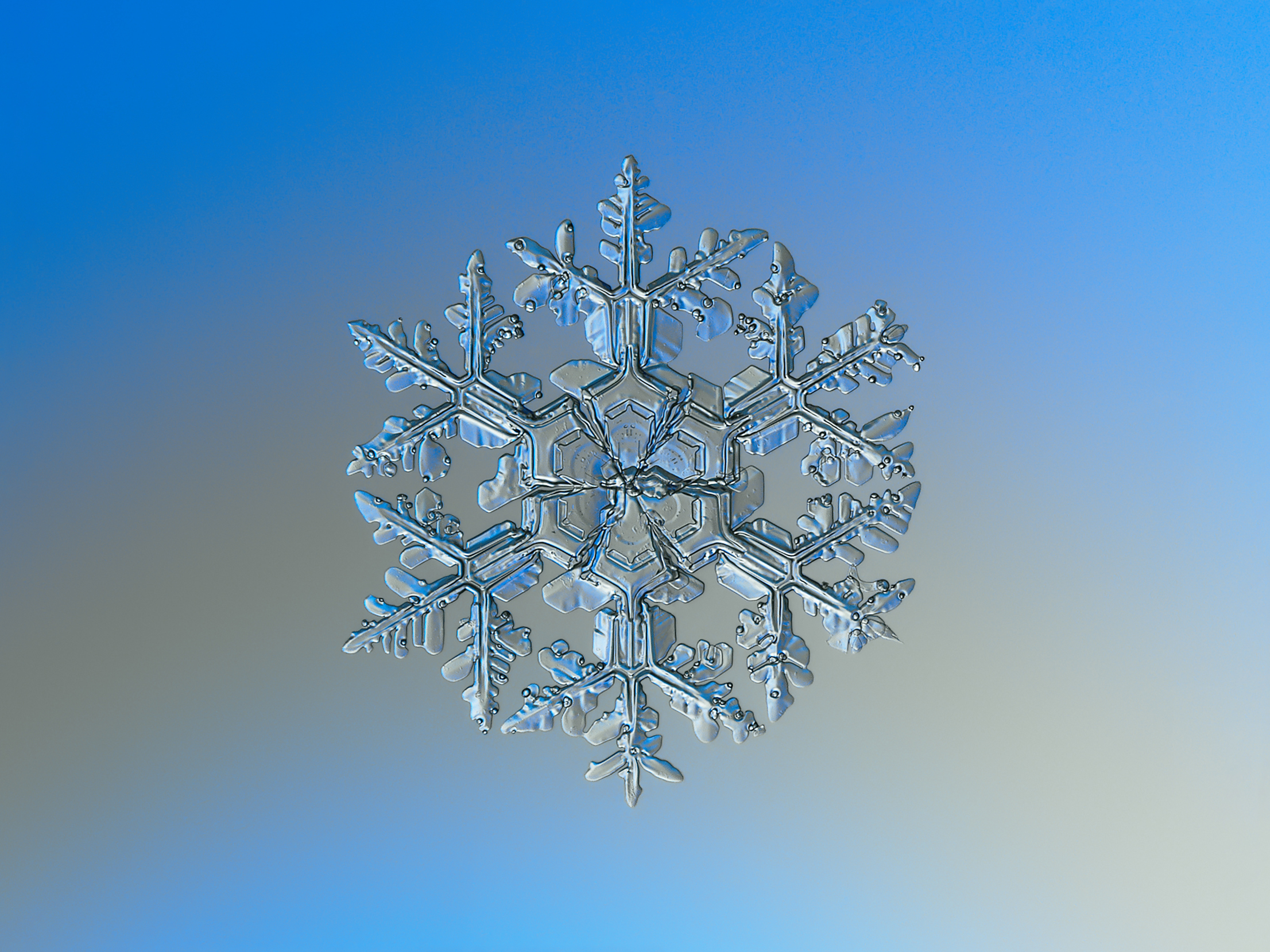
Ảnh một bông tuyết được chụp cận cảnh

Bông tuyết (hay còn được gọi là hoa tuyết) là một tinh thể băng đơn lẻ đã đạt được kích thước đủ lớn và có thể kết tụ với những bông tuyết khác, sau đó rơi trong bầu khí quyển Trái Đất dưới dạng tuyết. Mỗi bông tuyết đều có hạt nhân là một hạt bụi, các nhánh bông tuyết được hình thành xung quanh hạt nhân trong khối khí siêu bão hoà thông qua việc tụ những giọt nước mây siêu lạnh để rồi chúng đóng băng, tích tụ và trở thành tinh thể. Hình dạng phức tạp của bông tuyết nảy sinh khi nó di chuyển qua các lớp khí có vùng nhiệt độ và độ ẩm khác nhau trong bầu khí quyển. Mỗi bông tuyết riêng lẻ đều khác nhau về chi tiết, nhưng có thể được phân loại theo tám nhóm lớn và ít nhất 80 biến thể con. Các dạng cấu thành chính của bông tuyết có thể kể đến là needle, column, plate và rime. Khi nhìn bằng mắt thường thì bông tuyết có màu trắng xóa mặc dù được hình thành từ băng trong. Điều này xảy ra là do sự phản xạ khuếch tán của toàn bộ quang phổ ánh sáng từ rất nhiều mặt tinh thể nhỏ trong bông tuyết.

## Ảnh
Dưới đây là tuyển tập các bức ảnh về bông tuyết được chụp bởi Wilson Bentley (1865–1931):

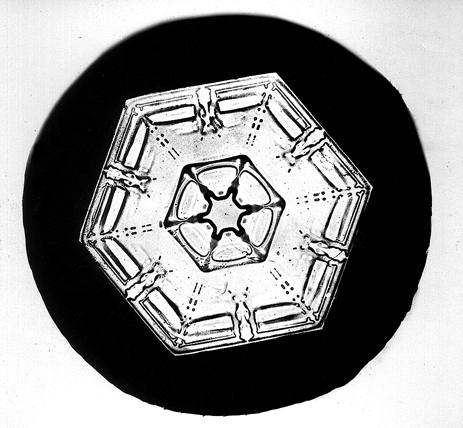
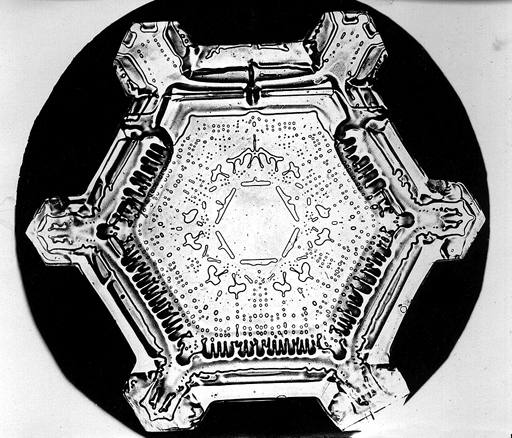
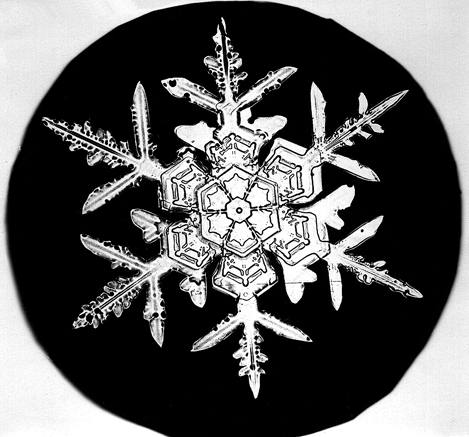
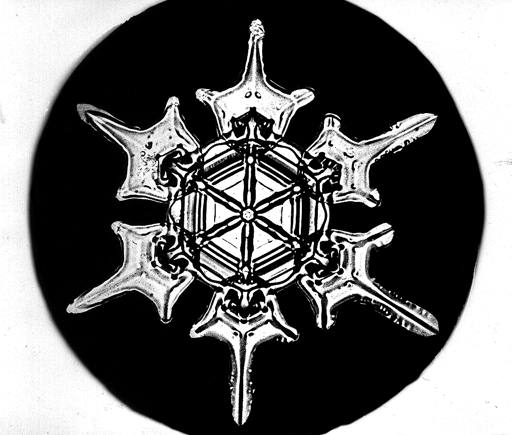
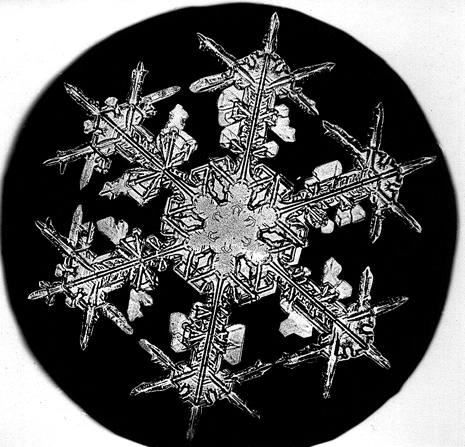
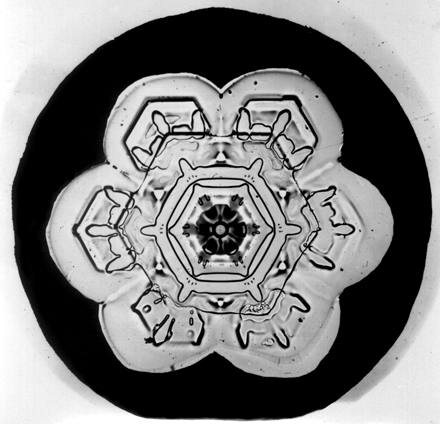
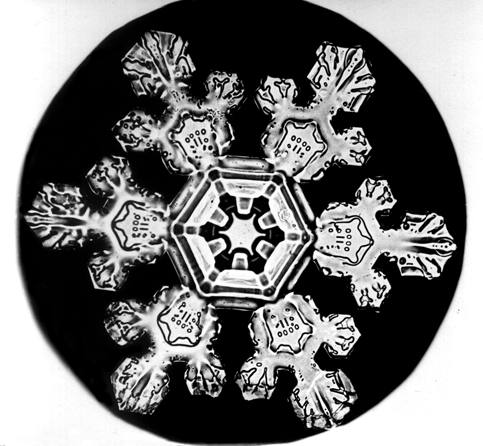
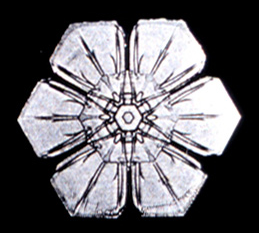
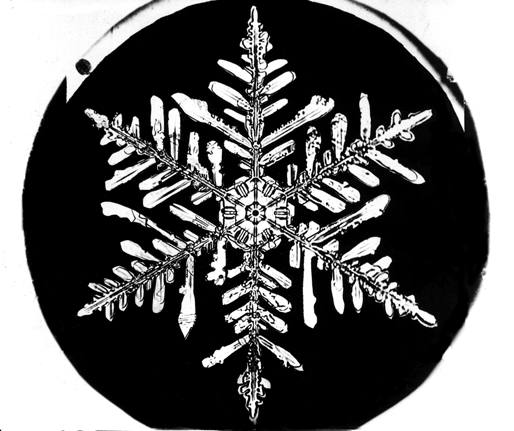
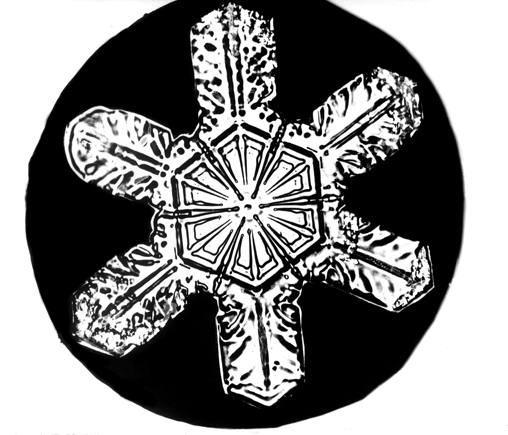
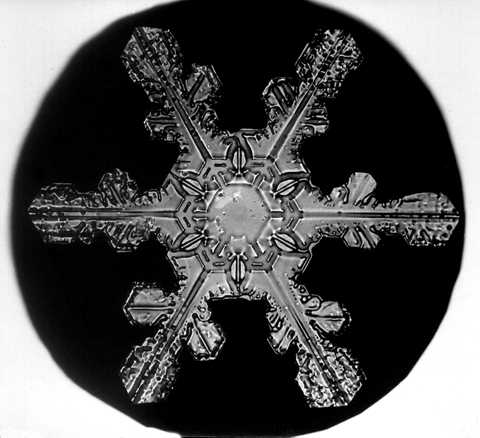
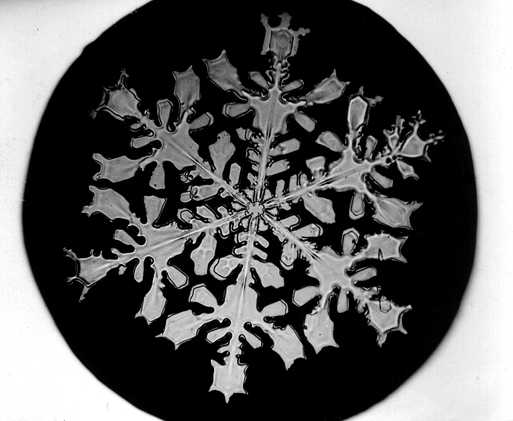